# Hassi R'Mel
Hassi R'Mel là một đô thị thuộc tỉnh Laghouat, Algérie. Dân số thời điểm năm 2002 là 16.791 người.